# Friedrich Roßmäßler

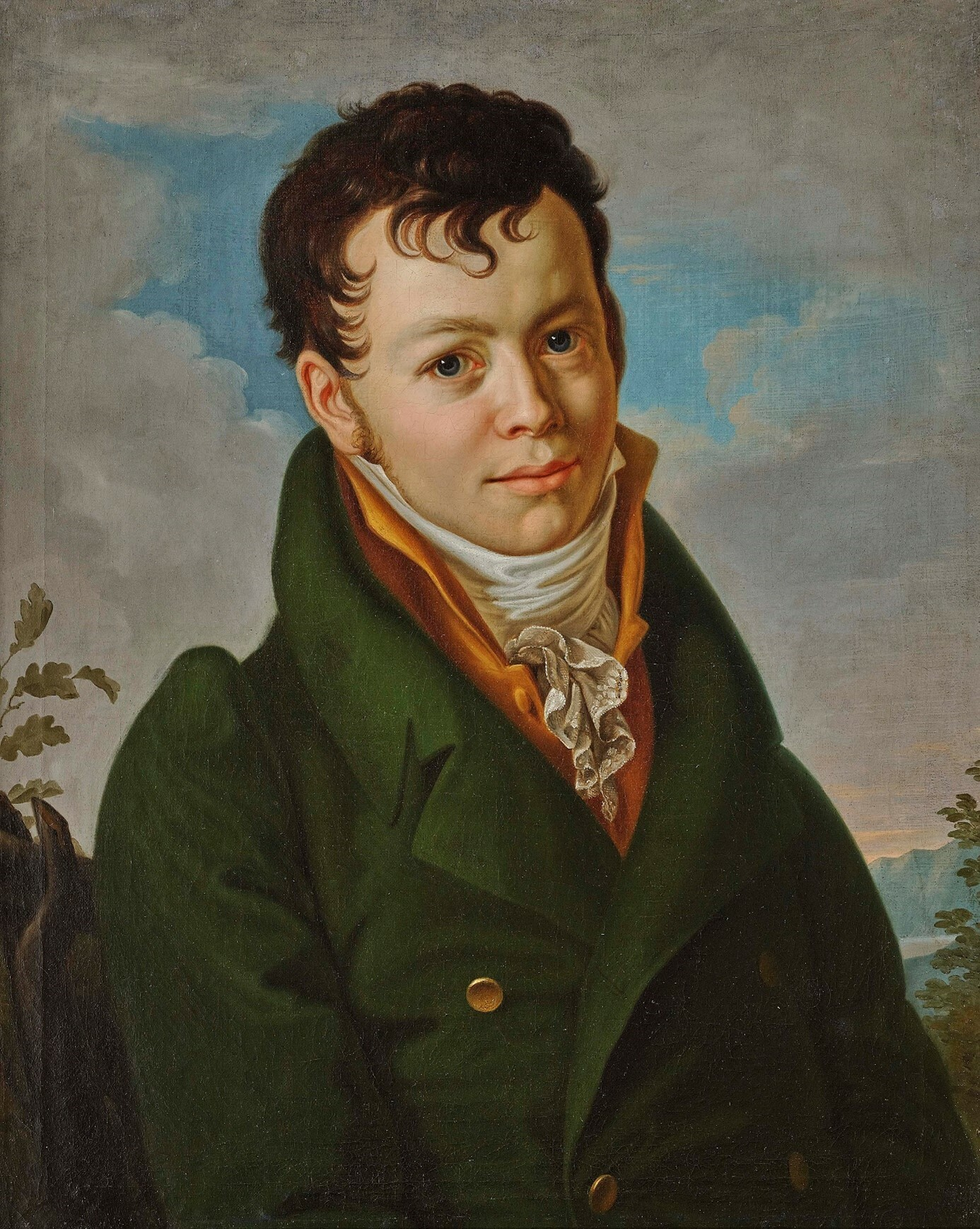
Friedrich Rossmäßler
(gemalt von Friedrich Matthäi 1823)

Friedrich Roßmäßler, vollständiger Name Friedrich Heinrich Wilhelm Roßmäßler, auch Johann Friedrich Roßmäßler (* um 1775 in Leipzig; † 2. Januar 1858 ebenda) war ein deutscher Kupferstecher und Zeichner.

## Leben
Friedrich Roßmäßler (Rosmäsler jun.) war ein Sohn des Schornsteinfegermeisters Martin August Roßmäßler, Halbbruder des Kupferstechers August Roßmäßler und Bruder des Kupferstechers Adolf Roßmäßler (Rosmäsler sen.). Er arbeitete anfangs in Leipzig, hielt sich von 1812 bis 1816 in Hamburg auf und ging um 1820 nach Dresden. 1827/28 arbeitete er in München, war 1829 Professor in Heidelberg und ging dann um 1830 für längere Zeit als Zeichner, Kupfer- und Stahlstecher nach Berlin. Hier nennt ihn zuletzt der Allgemeine Wohnungsanzeiger für Berlin, Charlottenburg und Umgebungen auf das Jahr 1844 als Professor der Kuperstecher-Kunst u. Kupferdruckereibes[itzer] in der Potsdamer Straße 37.
Roßmäßler illustrierte Bücher und Almanache und beteiligte sich auch an dem Conversations-Lexicon von Wolff in Leipzig (1837). 1834, 1835 und 1838 hielt er sich auf Rügen auf. In den Jahren 1832 bis 1839 beschickte er die Ausstellungen der Akademie der Künste in Berlin. Nach 1843 war er in Leipzig als Professor für Stahlstecherkunst und Malerei tätig.
Ein in den Schlesischen Provinzialblättern abgedruckter Brief Friedrich Roßmäßlers vom 22. September 1841 an Theodor Hell aus Robert Weigelts Autographensammlung dokumentiert nicht nur die finanziell schwierigen Umstände der Herausgabe seiner Stiche, sondern bestätigt zugleich auch die (wegen der gebrauchten Vornamensinitialen W. H. vage gehaltene) Zuschreibung des Werks Preussen, in landschaftlichen Darstellungen, nach eigenen Zeichnungen in Stahl gestochen in der Allgemeine Deutsche Biographie.

## Werke (Auswahl)
- Hamburgs Bürgerbewaffnung in fünfunddreißig Figuren. 1816 (digitalisate.sub.uni-hamburg.de Digitalisat).
- Sachsens Fürsten in wohlgetroffenen Bildnissen von Friedr. Rosmäsler, jun.; und mit kurzen Erläuterungen von Heinrich Gottlieb Kreussler. Benj. Fleischer, Leipzig 1818 (Textarchiv – Internet Archive).
- Denkmäler der Reformation der christlichen Kirche. 1818 (Beitragender).
- Bildnisse der berühmtesten Menschen aller Völker und Zeiten. 1818–1832 (Beitragender).
- Gallerie der vorzüglichsten Aerzte und Naturforscher Deutschlands nach neuen Original-Zeichnungen gestochen und herausgegeben. Gotha 1831 und 1833.
- F. H. W. Rossmaesler: Preussen, in landschaftlichen Darstellungen, nach eigenen Zeichnungen in Stahl gestochen. 1. Band: Rügen, Pommern und Schlesien, Berlin 1834 (Digitalisat der Stiche von Pommern); 2. verbesserte Auflage, 1841.
- Sechs Kupferstiche in: Ernst Schulze, Die bezauberte Rose. F. A. Brockhaus, Leipzig 1818.

Zeichnungen
- um 1800 Burg Nassau und Burg Stein bei Nassau a. d. Lahn[3]

Kupfer- und Stahlstiche
- 1817: Ludwig Ariost (1474–1533). Dichter. Brustbild. Profil nach rechts. In Achteck.
- 1818: Vasco da Gama (1469–1524). Portugiesischer Seefahrer. Entdecker. Brustbild. En face. In Achteck nach Conrad Westermayr.
- 1834: Groß Stubbenkammer

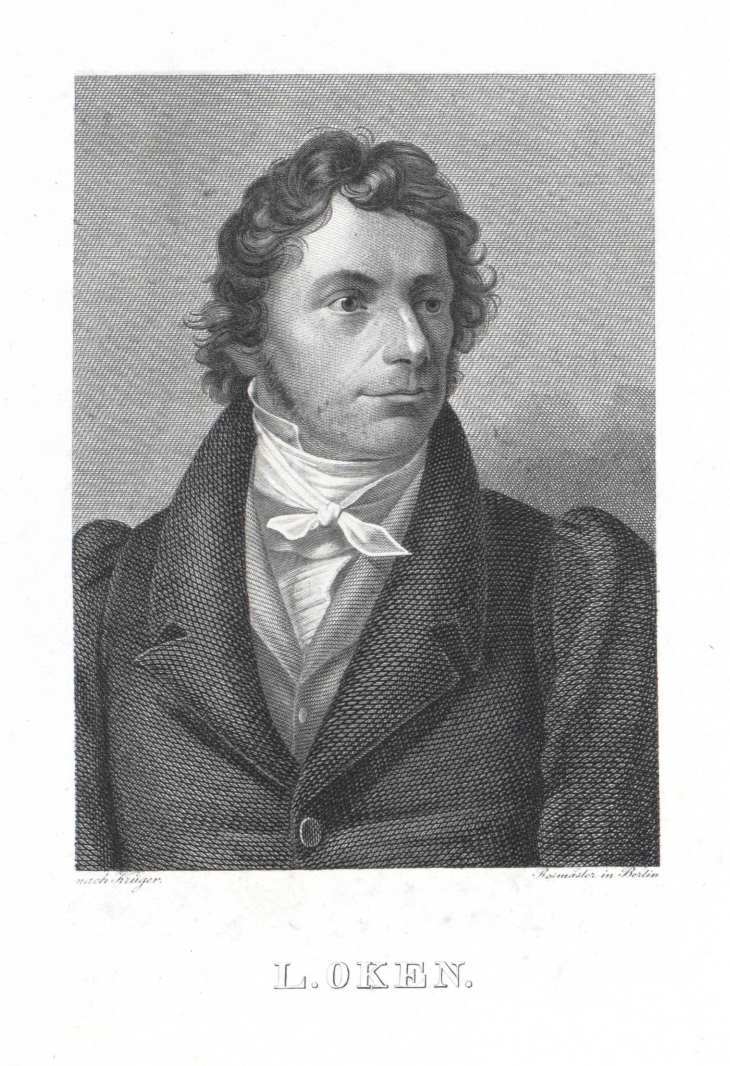
Lorenz Oken, Stahlstich von Friedrich Rosmäsler nach Franz Krüger
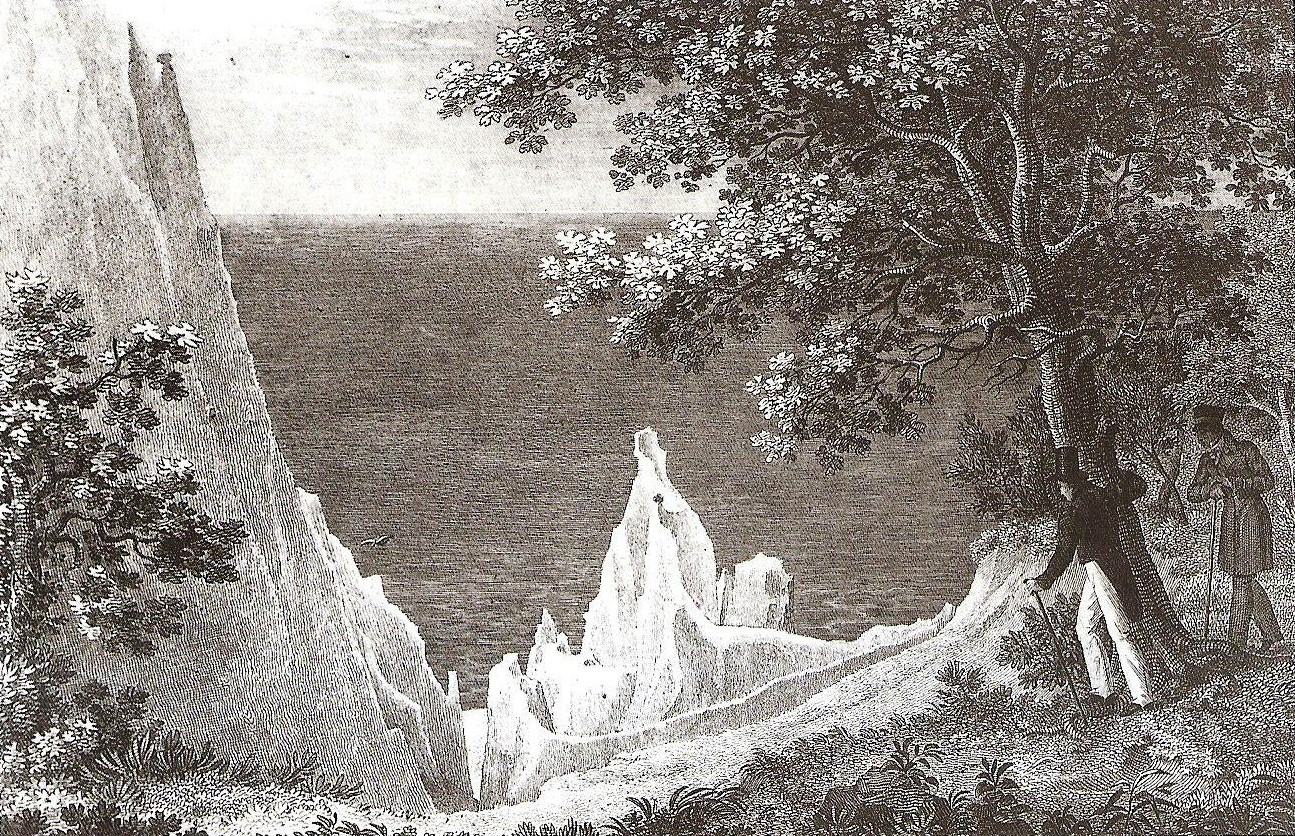
Kleine Stubbenkammer, Rügen, 1835, Stahlstich
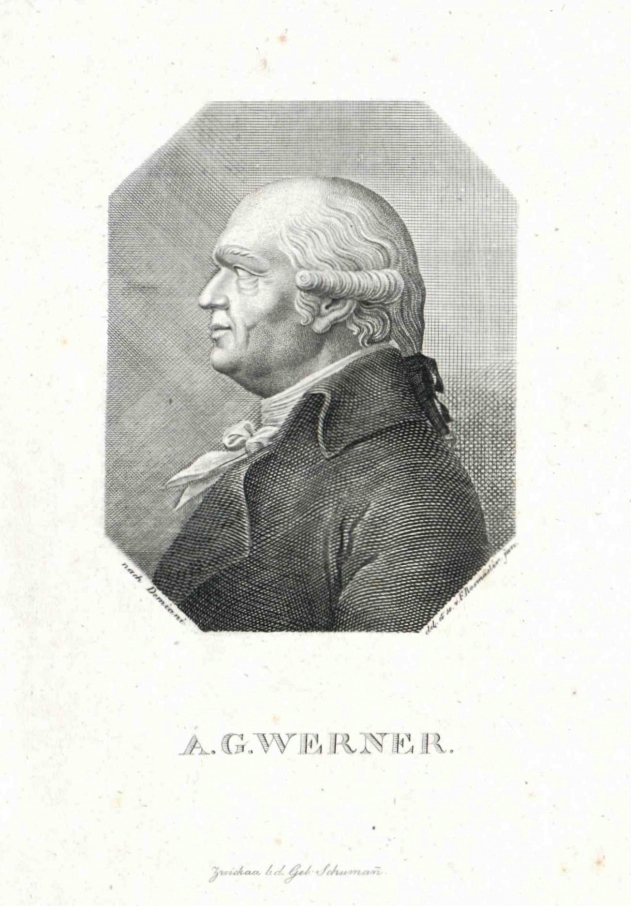
Abraham Gottlob Werner

## Ausstellungen (Auswahl)
- Juni bis August 2020: Johann Friedrich Rosmäsler. 28 Stahlstiche. Die Schenkung Wetzel. Stadtmuseum Bergen auf Rügen